# Toulx-Sainte-Croix
Toulx-Sainte-Croix là một xã thuộc tỉnh Creuse trong vùng Nouvelle-Aquitaine miền trung nước Pháp.

## Dân số
| 1962                                                    | 1968 | 1975 | 1982 | 1990 | 1999 | 2005 |
| ------------------------------------------------------- | ---- | ---- | ---- | ---- | ---- | ---- |
| 495                                                     | 570  | 507  | 435  | 361  | 304  | 312  |
| Census count starting from 1962 Dân số không tính trùng |      |      |      |      |      |      |